# XVe législature du Parlement de Catalogne
La XVe législature du Parlement de Catalogne est un cycle parlementaire du Parlement de Catalogne, d'une durée initiale de quatre ans, ouvert le 10 juin 2024 à la suite des élections du 12 mai précédent.

## Bureau du Parlement

### Élection du président
Lors de la séance d'installation du 10 juin , une entente indépendantiste entre Junts, la Gauche républicaine de Catalogne et la Candidature d'unité populaire permet à Josep Rull d'être élu président du Parlement au second tour de scrutin par 59 voix favorables, contre 42 à la députée socialiste Sílvia Paneque. 

### Composition
| Poste                    | Titulaire      | Parti | Parti | Circonscription |
| ------------------------ | -------------- | ----- | ----- | --------------- |
| Président                | Josep Rull     |       | Junts | Barcelone       |
| Première vice-présidente | Raquel Sans    |       | ERC   | Tarragone       |
| Deuxième vice-président  | David Pérez    |       | PSC   | Barcelone       |
| Première secrétaire      | Glòria Freixa  |       | Junts | Barcelone       |
| Deuxième secrétaire      | Juli Fernández |       | ERC   | Barcelone       |
| Troisième secrétaire     | Rosa Ibarra    |       | PSC   | Tarragone       |
| Quatrième secrétaire     | Judit Alcalá   |       | PSC   | Lérida          |

## Groupes parlementaires
Initialement, la Candidature d'unité populaire (CUP-DT) et l'Alliance catalane (AC) siègent ensemble au sein du groupe mixte, n'ayant pas atteint le seuil de cinq députés pour former un groupe parlementaire. Cependant, une réforme du règlement initiée par une majorité des forces politiques autorise l'aller et retour d'un député entre deux groupes. Aussi, la Gauche républicaine de Catalogne « prête » à la CUP-DT son député Ruben Wagensberg, ce qui permet à cette dernière de former un groupe en propre à la fin du mois de juillet 2024.
| Nom | Nom                                   | Nom                                   | Début | Fin            | Président           | Porte-parole   |
| --- | ------------------------------------- | ------------------------------------- | ----- | -------------- | ------------------- | -------------- |
|     | Groupe socialiste & Unis pour avancer | Groupe socialiste & Unis pour avancer | 42    |                | Salvador Illa       | Alícia Romero  |
|     | Groupe d'Ensemble pour la Catalogne   | Groupe d'Ensemble pour la Catalogne   | 35    |                | Albert Batet        | Mònica Sales   |
|     | Groupe Républicain                    | Groupe Républicain                    | 20    |                | Josep Jové          | Marta Vilalta  |
|     | Groupe populaire                      | Groupe populaire                      | 15    |                | Alejandro Fernández | Juan Fernández |
|     | Groupe Vox                            | Groupe Vox                            | 11    |                | Ignacio Garriga     | Juan Garriga   |
|     | Groupe Comuns Sumar                   | Groupe Comuns Sumar                   | 6     |                | Jéssica Albiach     | David Cid      |
|     | Groupe CUP-DT                         | Groupe CUP-DT                         | 4     |                | Laia Estrada        | Dani Cornellà  |
|     | Mixte                                 | Mixte                                 | 2     |                | -                   | -              |
|     |                                       |                                       |       |                |                     |                |
|     | AC                                    | 2                                     |       | Sílvia Orriols | Sílvia Orriols      |                |

## Gouvernement et opposition
Le président du Parlement Josep Rull entreprend le 18 juin 2024 ses consultations des forces politiques représentées dans l'hémicycle, dans l'objectif de proposer un candidat à la présidence de la Généralité. Il indique le lendemain, en conclusion de ses entretiens, qu'aucun candidat ne s'est fait connaître. Il en informe formellement les députés, réunis en séance plénière, le 26 juin, ce qui équivaut à une investiture ratée et ouvre le délai de deux mois à l'issue duquel le Parlement sera dissous faute d'investiture.
Le 3 août, le socialiste Salvador Illa informe Josep Rull qu'il dispose des soutiens suffisants pour obtenir l'investiture du Parlement après avoir conclu les accords nécessaires avec ERC et Comuns Sumar. Ayant de nouveau consulté les groupes parlementaires, le président du Parlement annonce le 6 août qu'il désigne Salvador Illa candidat à l'investiture et souhaite que le débat puis le vote le concernant aient lieu le 8 août. La députation permanente autorise la convocation d'une telle séance dès le lendemain, à la majorité des groupes parlementaires.
Salvador Illa est investi le 8 août 2024 président de la généralité de Catalogne par 68 voix pour et 66 voix contre, le député Carles Puigdemont étant absent et n'ayant pas donné procuration.
| Candidat            | Date                                   | Vote       |     |       |     |    |     |        |     |    | Résultat |
| Candidat            | Date                                   | Vote       | PSC | Junts | ERC | PP | Vox | Comuns | CUP | AC | Résultat |
| Salvador Illa (PSC) | 8 août 2024 (majorité absolue requise) | Oui        | 42  |       | 20  |    |     | 6      |     |    | 68 / 135 |
| Salvador Illa (PSC) | 8 août 2024 (majorité absolue requise) | Non        |     | 34    |     | 15 | 11  |        | 4   | 2  | 66 / 135 |
| Salvador Illa (PSC) | 8 août 2024 (majorité absolue requise) | Abstention |     | 1     |     |    |     |        |     |    | 1 / 135  |

## Désignations

### Sénateurs
| Parti | Parti                     | Sénateurs désignés    | Voix |
| ----- | ------------------------- | --------------------- | ---- |
| PSC   |                           | Núria Marín Martínez  | 114  |
| PSC   | Antoni Poveda Zapata      |                       | 114  |
| PSC   | Alfonso García Rodríguez  |                       | 114  |
| Junts |                           | Eduard Pujol i Bonell | 114  |
| Junts | Teresa Pallarès Piqué     |                       | 114  |
| Junts | Francesc Xavier Ten Costa |                       | 114  |
| ERC   |                           | Laura Castel i Fort   | 114  |
| PP    |                           | Lorena Roldán Suárez  | 114  |

- Désignation : 25 juillet 2024.